# Mary Ellis (Schauspielerin)

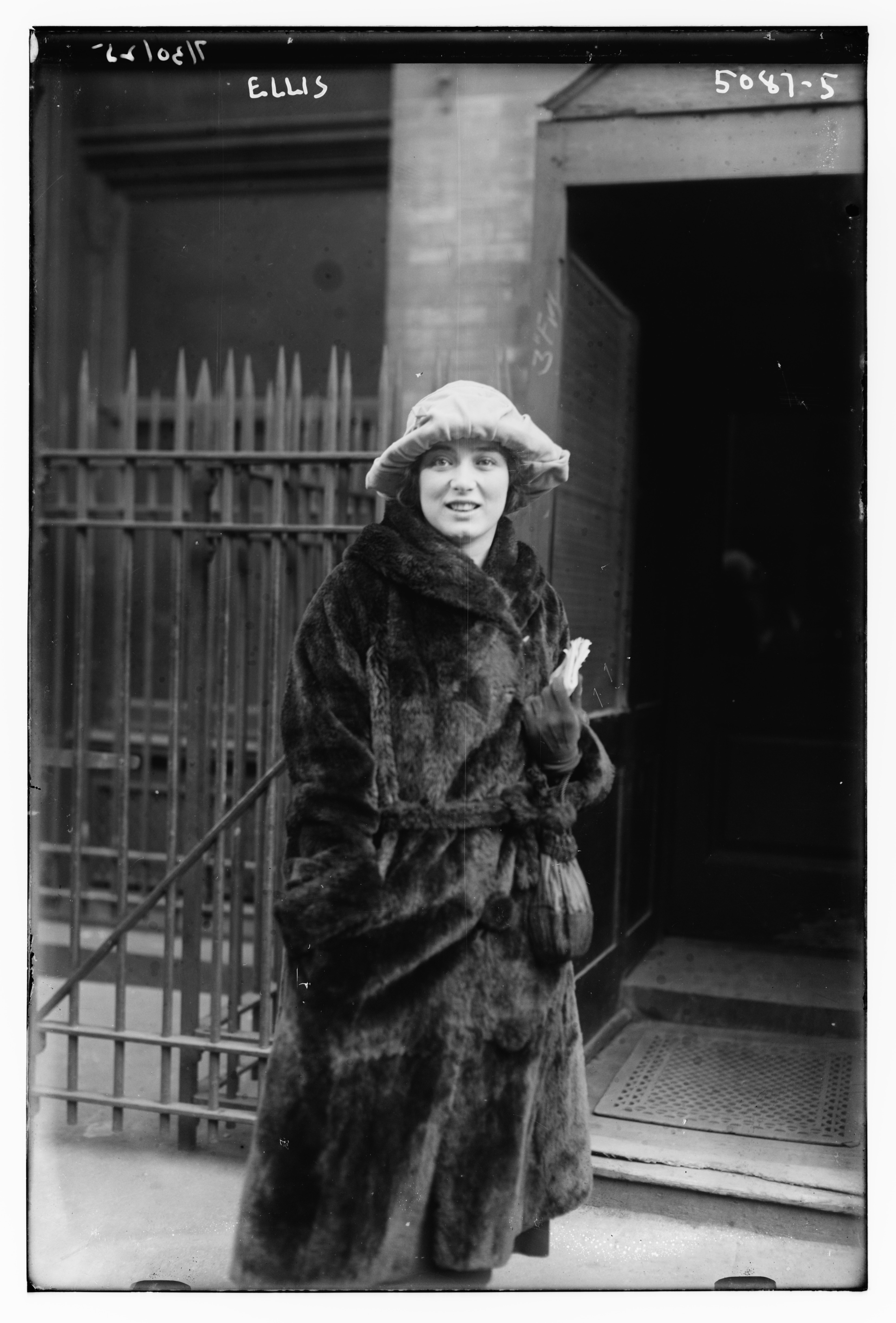
Mary Ellis (1920)

Mary Ellis (* 15. Juni 1897 als May Belle Elsas in Manhattan, New York City, Vereinigte Staaten; † 30. Januar 2003 in London, England) war eine US-amerikanisch-britische Schauspielerin und Sängerin, die auf der Bühne sowie in Radio, Fernsehen und Film auftrat und vor allem für ihre Musical-Rollen im Theater, insbesondere in Werken von Ivor Novello, bekannt war. Nachdem sie ab 1918 an der Metropolitan Opera aufgetreten war, spielte sie am Broadway und schuf 1924 die Titelrolle in dem Musical Rose Marie von Rudolf Friml. 1930 emigrierte sie nach England, wo sie zusätzlichen Ruhm erlangte und bis in die 1990er Jahre weiter auftrat. Bekannt wurde sie auch durch Filmrollen, unter anderem 1960 in Die 3 Welten des Gulliver.

## Leben und Werk
Ellis wurde in Manhattan, New York City, als Tochter deutscher Eltern, Herman Elsas und der Pianistin Caroline Elsas (geb. Reinhardt), geboren. Um 1910 begann sie, sich für Gesang zu interessieren und bildete ihren lyrischen Sopran in einem Kurs bei der belgischen Altistin Freida de Goebele und dem italienischen Stimmtrainer Fernando Tanara aus. Am 14. Dezember 1918 gab sie ihr Debüt an der Metropolitan Opera in der Welturaufführung von Puccinis Opernzyklus Il trittico und verkörperte dabei die Rolle der Genovieffa in Suor Angelica, der zweiten der drei einaktigen Opern des Zyklus. Später spielte sie auch die Lauretta in Gianni Schicchi, der dritten Oper des Zyklus. Außerdem trat sie 1919 in der Uraufführung der Oper L’oiseau bleu von Albert Wolff als Mytyl auf. Während ihrer Zeit im Ensemble der Metropolitan sang sie die Giannetta in L’elisir d’amore gemeinsam mit Enrico Caruso, der die Rolle des Nemorino verkörperte, sowie den Fjodor in der Oper Boris Godunov mit dem Bassisten Fjodor Iwanowitsch Schaljapin als Boris.
Am Broadway spielte Ellis 1921 die Rollen des Straßenkindes und des Laufburschen in Louis, 1922 die Rolle der Nerissa in der Inszenierung von Der Kaufmann von Venedig und 1923 die Tänzerin aus Mailand in Casanova. Größere Bekanntheit erlangte sie 1924 mit der Titelrolle in Rudolf Frimls lange aufgeführter Operette Rose Marie. 1925 spielte sie die Leah in der Adaption des Theaterstücks Der Dibbuk im Neighborhood Playhouse. Zu ihren weiteren Broadway-Rollen gehörten Anna in The Crown Prince (1927), Kate in einer lange laufenden Wiederaufführung von Der Widerspenstigen Zähmung (1927–1928), die Baronin von Spangenburg in Zwölftausend von Bruno Frank (1928) und Jennifer in Meet the Prince. 1929 spielte sie die Titelrolle der Becky Sharp in der Players’ Club-Adaption von Vanity Fair (Jahrmarkt der Eitelkeit) und 1930 die Laetitia in Children of Darkness.
1930 emigrierte Ellis mit ihrem dritten Ehemann Basil Sydney, den sie 1929 geheiratet hatte, nach England. Im Londoner West End Theatre spielte sie die Hauptrolle in Jerome Kerns Music in the Air (1933) und ging dann zu ihren populärsten Rollen als Heldin in drei Ivor Novello Musicals über: Glamorous Night (1935), The Dancing Years (1939) und Arc de Triomphe (1943). In den 1930er Jahren spielte sie auch in mehreren Filmen mit, darunter 1937 in einer Verfilmung von Glamorous Night.
Die meiste Zeit während des Zweiten Weltkriegs war Ellis nicht im Theater zu sehen, sondern verrichtete Sozialdienste in Krankenhäusern und gab von Zeit zu Zeit Konzerte zur Unterhaltung von Angehörigen der Streitkräfte. Nach dem Krieg kehrte Ellis auf die Bühne zurück und war 1944 und 1947 in den britischen Produktionen von Noël Cowards Melodram Point Valaine erfolgreich, wo sie eine Hotelmanagerin spielte, die in einer schmutzigen, heimlichen Beziehung zu ihrem Oberkellner stand. 1946 nahm Ellis die britische Staatsbürgerschaft an. 1948 gab sie eine ihrer meist gelobten Aufführungen als verbitterte Millie Crocker-Harris in Terence Rattigans Konflikt des Herzens (The Browning Version). 1952 spielte sie in der neunmonatigen Saison am Royal Shakespeare Theatre in Stratford-upon-Avon die Volumnia in Coriolanus.
1954 wurde Ellis als Mrs. Erlynne in Noël Cowards Musical After the Ball gecastet, aber ihre Singstimme hatte sich drastisch verschlechtert, und ein Großteil ihrer Musik musste gestrichen werden. Coward machte ihre Leistung für den relativen Misserfolg der Show verantwortlich. Sie trat 1960 in dem Film Herr der drei Welten (Alternativtitel: Die drei Welten des Gulliver) auf und hatte ihren letzten Bühnenauftritt 1970 als Mrs. Warren in George Bernard Shaws Drama Frau Warrens Gewerbe (Mrs Warren’s Profession) am Yvonne Arnaud Theatre in Guildford. Sie spielte 1993 in der Fernsehserie Sherlock Holmes und erneut 1994 in der Rolle der Mary Maberley.
Sie wurde 1997 eine Hundertjährige und starb am 30. Januar 2003 im Alter von 105 Jahren in ihrem Haus am Eaton Square in London.
Mary Ellis war vier Mal verheiratet, zuerst ab 1919 mit L. A. Bernheimer, danach mit Edwin H. Knopf, von dem sie sich 1925 scheiden ließ. Um diese Zeit lernte sie ihren dritten Ehemann Basil Sydney kennen, den sie 1929 heiratete und mit dem sie nach England zog. Ihr vierter Mann war der Schotte Jock Muir Stewart Roberts (1904–1950), der im Jahr 1950 verstarb. Danach heiratete sie nicht mehr, sie hatte keine Kinder.

## Memoiren und Autobiographie
Ellis veröffentlichte ihre Memoiren 1982 unter dem Titel Those Dancing Years. Eine weitere Autobiographie Moments of Truth folgte 1986. Sie war die letzte überlebende Darstellerin, die eine Rolle in einer Puccini-Oper schuf und die letzte, die als Gegenüber von Caruso gesungen hat.

## Filmografie (Auswahl)
- 1934: Bella Donna
- 1935: All the King’s Horses
- 1935: Paris in Spring
- 1936: Fatal Lady
- 1937: Glamorous Night
- 1949: The Astonished Heart
- 1951: Der wunderbare Flimmerkasten (The Magic Box)
- 1960: Herr der drei Welten (The 3 Worlds of Gulliver)
- 1993: Sherlock Holmes (Fernsehserie, Folge Der begehrte Junggeselle)
- 1994: Sherlock Holmes (Fernsehserie, Folge Die Drei Giebel)